# Berndt Mueller
Berndt O. Mueller (auch Berndt Müller) (* 8. Februar 1950 in Markneukirchen) ist ein deutsch-US-amerikanischer theoretischer Physiker, der sich mit theoretischer Kernphysik beschäftigt.

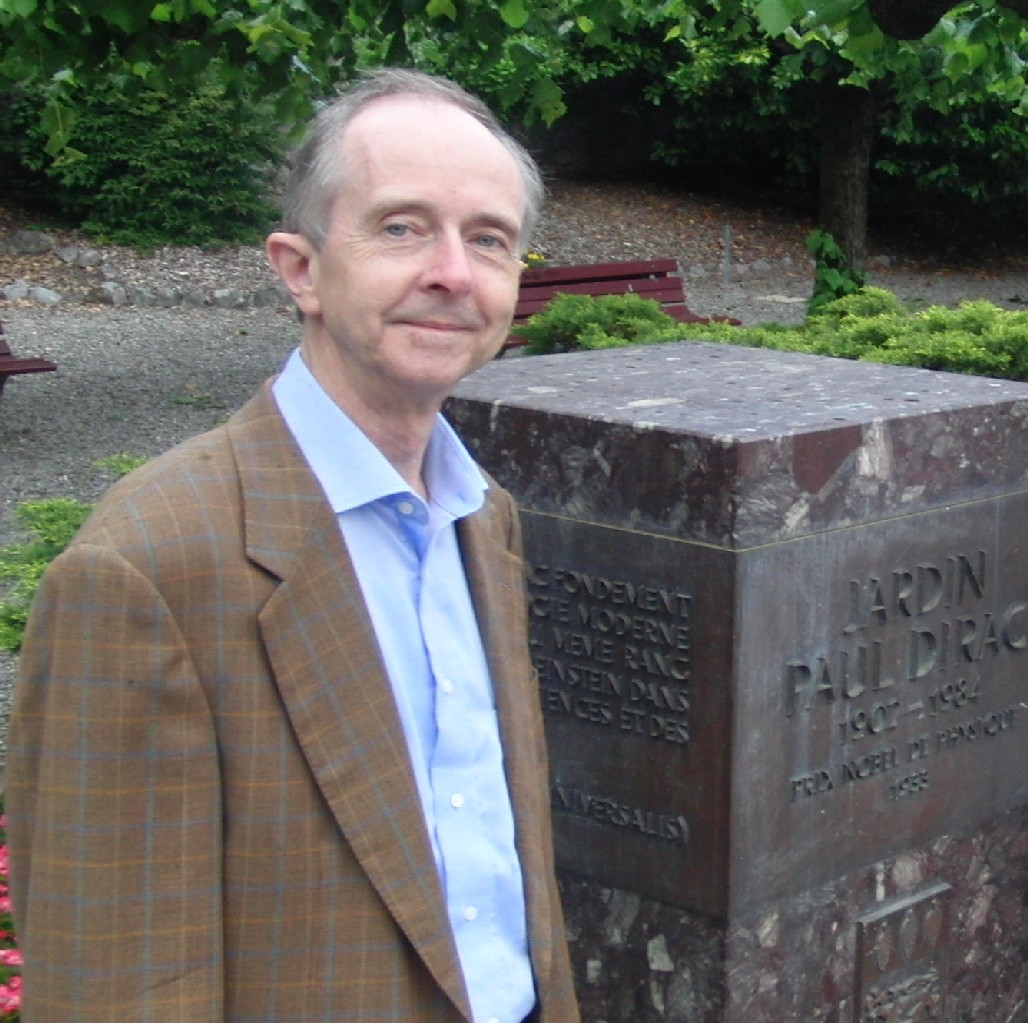
Berndt Müller am Dirac-Denkmal in St Maurice, VS, Schweiz

## Leben
Mueller studierte an der Goethe-Universität Frankfurt am Main, wo er 1972 sein Diplom machte und 1973 bei Walter Greiner promovierte. 1974 war er als Postdoc an der Yale University und danach Research Associate an der University of Washington. Von 1976 bis 1989 war er Professor an der Universität Frankfurt, und von 1990 bis 2013 Professor an der Duke University (ab 1996 als „J.B.Duke Professor of Physics“). 1997 bis 1999 war er dort Vorsitzender der Physik-Fakultät und 1999 bis 2004 Dekan (Dean) der Naturwissenschaftlichen Fakultät. Seit 2013 ist er Associate Laboratory Director für Nuclear & Particle Physics am Brookhaven National Laboratory auf Long Island. Er ist US-amerikanischer Staatsbürger. Er war unter anderem Gastwissenschaftler am Caltech (1980), der Universität Kapstadt (1984), dem Institut für Kernphysik der Universität Tokio, dem Yukawa Institut der Universität Kyoto und der University of Arizona (1987).
Mueller beschäftigt sich mit der Theorie des Quark-Gluon-Plasmas und Hinweisen auf seine Bildung in Schwerionen-Streuexperimenten (über die Anreicherung mit Strange Quarks), aber auch mit Chaos in Eichfeldtheorien, dem Casimir-Effekt und Neuronalen Netzwerken.
1975 erhielt er den Röntgen-Preis der Universität Gießen. 1998 erhielt er den Senior US-Scientist Award der Alexander von Humboldt-Stiftung. 2007 erhielt er den Jesse Beams Award, 2021 den Herman Feshbach Prize in Theoretical Nuclear Physics der American Physical Society, deren Fellow er ist.

## Schriften
- mit Walter Greiner: Quantenmechanik 2 – Symmetrien. Harri Deutsch. englisch: Springer 1989.
- mit Walter Greiner: Eichtheorie der schwachen Wechselwirkung. Harri Deutsch 1986. englisch: Gauge theory of weak interactions. Springer 2000.
- mit Walter Greiner, Johann Rafelski: Quantum Electrodynamics of strong fields. Springer 1985.
- mit Joachim Reinhardt, Michael Stricklandt: Neural Networks. An introduction. Springer 1991. 2. Auflage 1995.
- mit T. S. Biro, S. G. Matinyan: Chaos and gauge field theory. World Scientific 1994.
- mit J. Kapusta, Johann Rafelski (Herausgeber und Mitautor): Quark-Gluon-Plasma. Theoretical Foundations. 2003 (Reprints).
- The physics of the quark gluon plasma. Springer 1985.
- mit Johann Rafelski: The structured Vacuum – thinking about nothing. Harri Deutsch 1985.
- mit J. Harris: The search for the quark-gluon plasma. In: Ann. Rev. Nucl. Particle Science. Band 46, 1996, S. 71.
- mit Plunien, Greiner: The Casimir Effect. In: Physics Reports. Band 134, 1986, S. 87.
- mit Peter Koch, Johann Rafelski: Strangeness in relativistic heavy ion collisions. In: Physics Reports. Band 142, 1986, S. 167.
- mit H. M. Fried (Herausgeber): Vacuum structure in intense fields. Plenum Press 1991. (NATO Advanced Study Institute, Cargese 1990)
- mit Robert Pisarski: RHIC physics and beyond – Kay Kay Gee Day.[4], Upton, New York, Oktober 1998, American Institute of Physics, 1999.